# 十六 (蒙大拿州)
十六（英語：Sixteen）是位於美國蒙大拿州馬爾縣的非建制地區。

## 歷史
十六的郵局於1890年設立，1904年關閉後又於翌年重啟，最終於1944年停運。

## 地理
十六所處的海拔為高於海平面1521米（即4990英呎），而該地所採用的時區為UTC-6，即北美山地時區（MST）。同時該地設有夏令時間，為UTC-7調快一小時，即UTC-6（MDT）。